# Reaumuria trigyna
Reaumuria trigyna är en tamariskväxtart som beskrevs av Carl Maximowicz. Reaumuria trigyna ingår i släktet Reaumuria och familjen tamariskväxter. Inga underarter finns listade.